# Laguna Alalay
La laguna Alalay es una laguna de agua dulce subandina de Bolivia situada en el este de la ciudad de Cochabamba en el departamento homónimo. Tiene unas dimensiones de 2,1 km de largo por 1,2 km de ancho y una superficie de 240 hectáreas.
A finales de 2022 debido a la contaminación, debido a las conexiones clandestinas de alcantarillado, su apariencia se torno verde y su olor fétido. A finales de 2023 el agua de la Laguna se evaporó en su totalidad, posiblemente por la falta de lluvias y el aumento de temperaturas debido al calentamiento global. 
A partir de 2024 se inició un programa de reabastecimiento de la laguna que lo limpiara por completo  

## Historia
Desde la década de 1910 se iniciaron gestiones en las inmediaciones, como la adquisición de predios y otras gestiones administrativas con el fin de ampliar una laguna existente llamada T'ago Laguna, de menores dimensiones y profundidad, todo con la finalidad de regular las frecuentes crecidas del río Rocha, es así que se construyó un aductor que conectaba el Río Rocha a la laguna inicial atravesando la serranía. Durante la década de 1930, usando mano de obra de los prisioneros de la Guerra del Chaco, se realizaron trabajos para aumentar la profundidad y área de la laguna, con el objetivo de regular las inundaciones en el Río Rocha.
Esta laguna actúa como regulador de humedad de la ciudad, en los últimos años la laguna presentó un grado muy elevado de contaminación. Para evitar y mejorar el aspecto de la laguna se realizaron trabajos de rehabilitación como el dragado de los sedimentos y oxigenación del agua.

## Toponimia
La palabra alalay es una interjección quechua para expresar frío, la laguna y zonas adyacentes habrían recibido ese nombre por presentar una temperatura menor a la del resto de la ciudad.

## Administración
La laguna como área verde es administrada por el Gobierno Autónomo Municipal de Cochabamba, y es parte de un parque que incluye una ciclovía y pista de trote denominada Circuito Bolivia, que la rodea.
De acuerdo a Ordenanza Municipal es parte del Área de Protección Ambiental Laguna Alalay.

### Leyes relacionadas
Existe normativa relacionada con su creación, conservación y manejo entre las que podemos citar:
- Ley 2867 de 2004
- Ley 3745 de 2007
- Ley general 1333 de Medio Ambiente.

## Fauna y flora
La laguna alberga una gran cantidad de especies, y es la segunda con mayor biodiversidad de la región entre ellas existen especies nativas, así como introducidas.

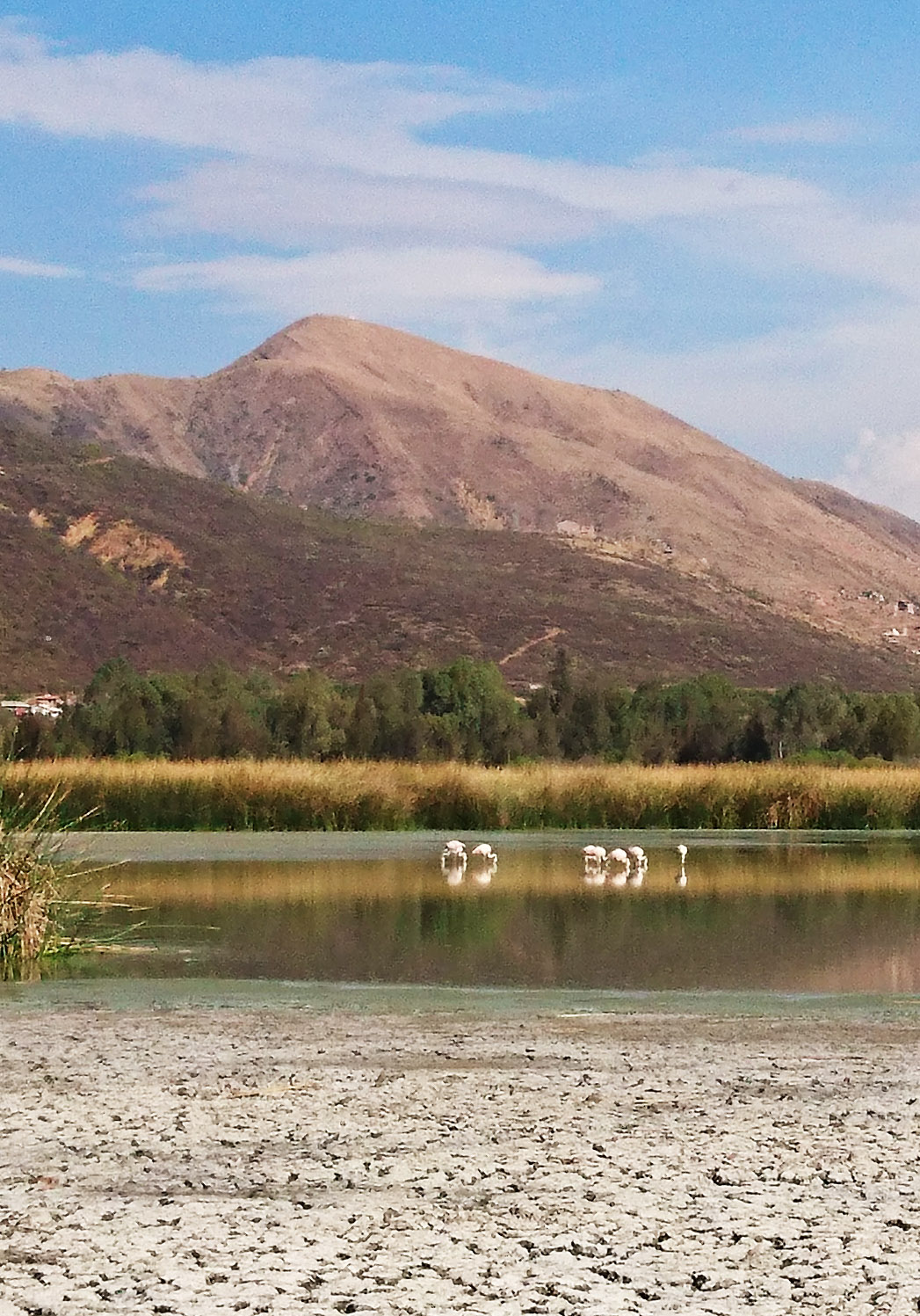
Grupo de flamencos durante octubre de 2016

### Peces
Existe una importante variedad de peces que habitan en sus aguas entre las que destacan el platincho, especie nativa, y las carpas , gambusias y pejerreyes: introducidas.

### Aves
La laguna alberga al menos 130 especies de aves, de ellas al menos cincuenta son nativas del lugar y otras llegan por temporadas usando la laguna como punto de descanso intermedio en su trayectoria migratoria.
La mayoría de las especies son aves acuáticas como los flamencos, que llegan de Perú y Chile y otras especies que llegan desde Argentina, Canadá y Estados Unidos. En 2011 mediante Ordenanza Municipal 4218 las aves migratorias fueron declaradas visitantes distinguidos por el Concejo Municipal de la ciudad en el marco de una estrategia de revalorización del ecosistema y promoción local de la fauna, misma que ya se había convertido en atractivo turístico.
Además han sido identificadas en el sector, gaviotas
, ibis, pájaros carpinteros, chok'as, pato zambullidor, pato picazo, cigüeñuelas,     garzas blancas, gallareta, patos playeros, pato medialuna, Garcita blanca, garza garrapatera
entre otros.
Dada la influencia en su entorno existen también concentraciones aves rapaces en las cercanías de la laguna, entre ellas se identifican :
- Cathartes aura
- Mochuelo

- Caracara

#### Aves que ya no se han observado

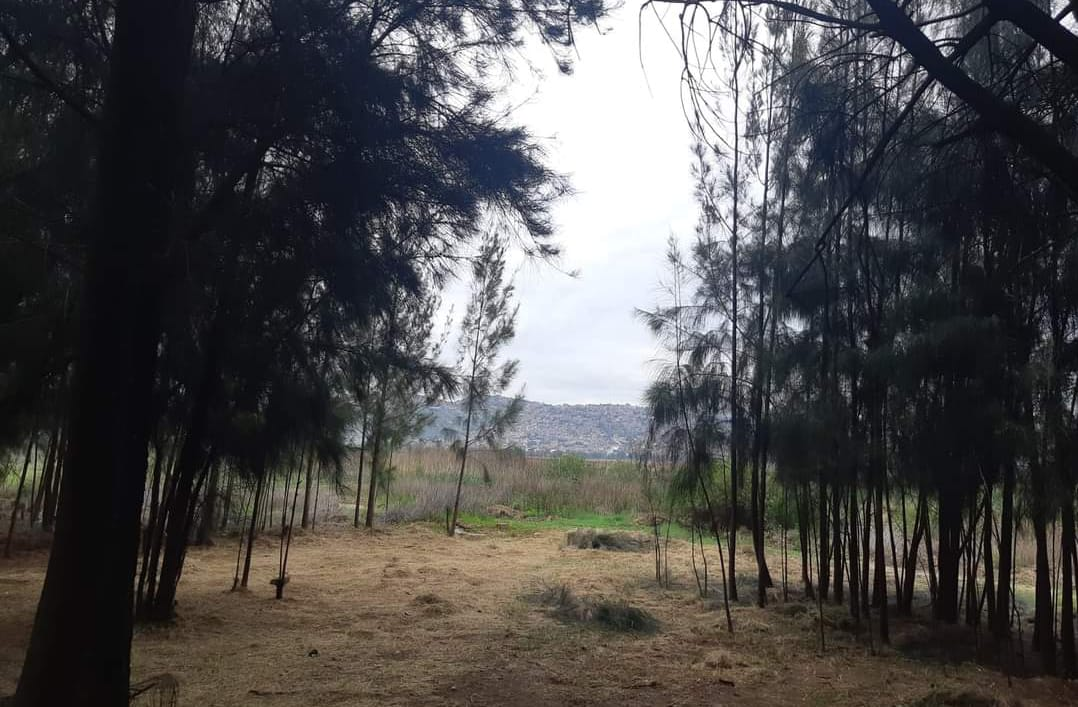
Bosques de Pinos al rededor de la Laguna Alalay.

De la amplia gama ornitológica de la cuenca se han ido identificando algunas especies cuya presencia ha disminuido, entre ellas se pueden identificar:

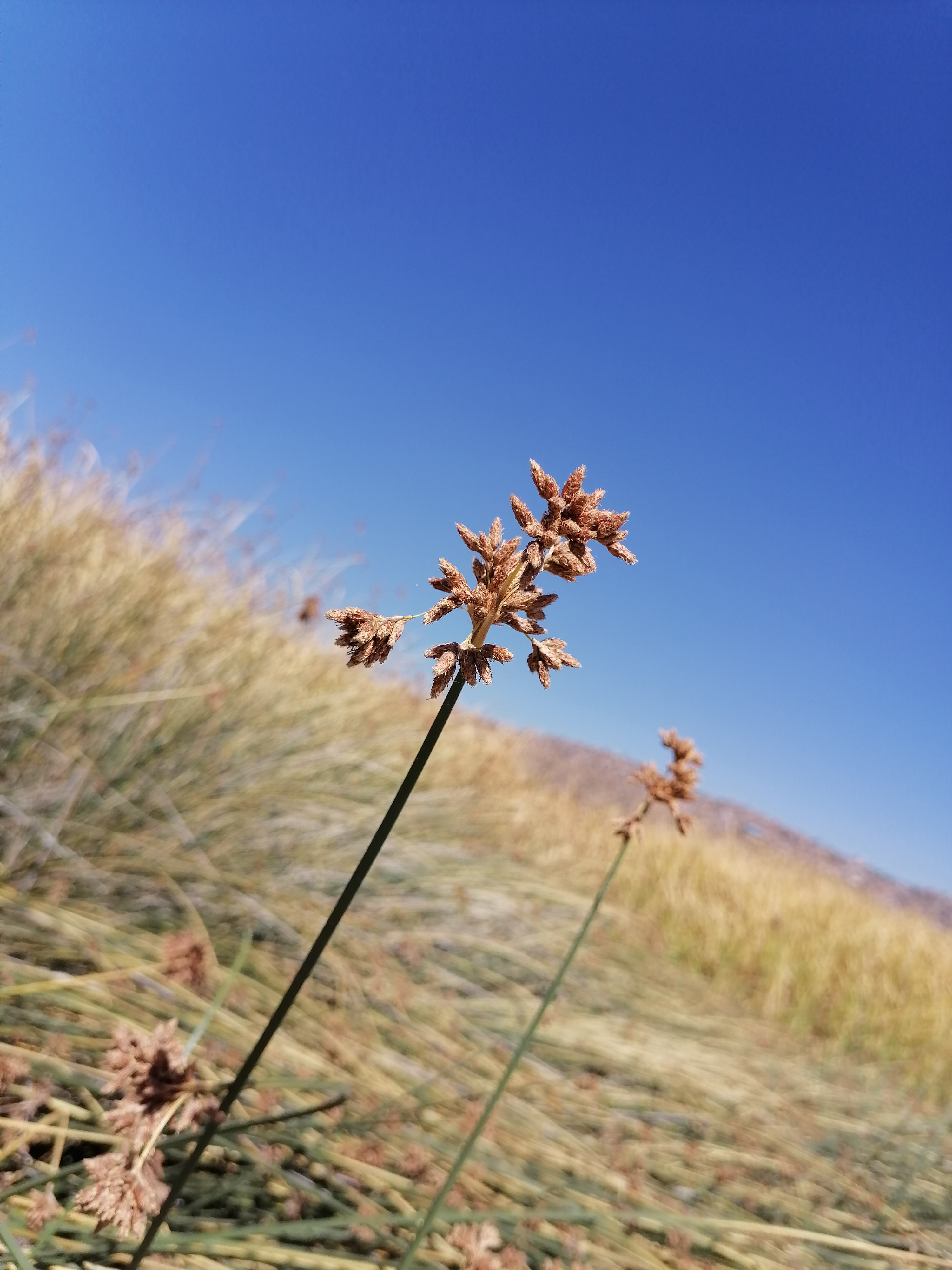
Totora al rededor de la laguna.

- Pato cuchara[19]
- Pato cuchareta
- Sirirí
- Totora al rededor de la laguna.Gaviota de Franklin
- Gaviotín
- Charrán
- Gaviotín chico
- Avoceta andina
- Chorlitejo
- Ciguenuela de cuello largo

### Reptiles
Se han identificado al menos dos tipos de reptiles.

### Roedores
Existen roedores pequeños y medianos en el sector.

### Anfibios
Se identificaron las especies rana verde y sapo espinoso.

### Insectos
Al menos 50 especies de mariposas han sido identificadas en la cuenca de la laguna.

### Flora
Entre la flora existente se destaca la totora y varias especies de macrófitas

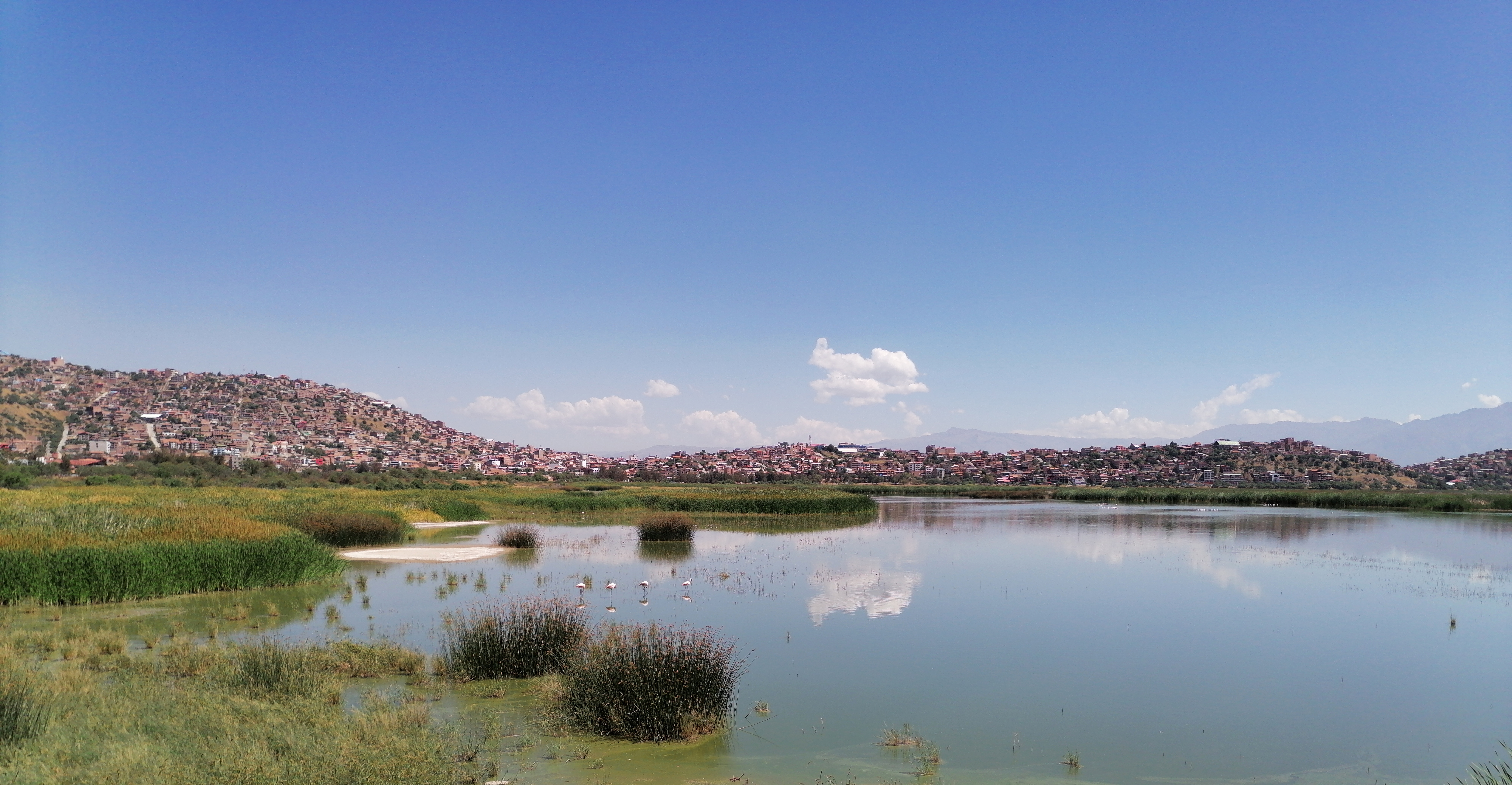
Vista panorámica de la laguna.

## Valor paisajístico
La laguna se halla rodeada de serranías, en ella se identifica por ejemplo a cerro verde, por lo que tiene un alto valor paisajístico sirviendo como espejo de agua a la serranía. 
Los totorales y las agrupaciones de aves componen un escenario único en la ciudad caracterizada por su clima cálido.

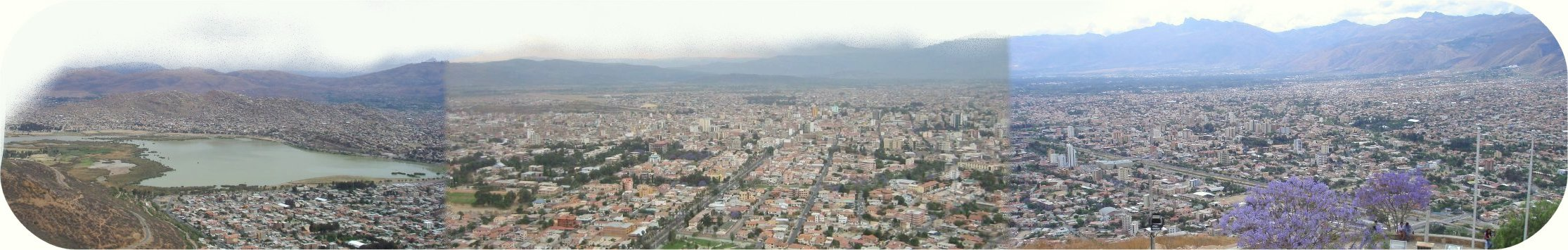
Vista panorámica de Cochabamba con la laguna a la izquierda

## Amenazas
La contaminación de la laguna ha puesto en peligro la sobrevivencia de centenares de especies que viven en el sector.

### Crisis ambiental de 2016
Durante marzo de 2016 se registró la muerte de miles de peces y aves en la laguna. Se presume que este fenómeno fue producto de la segregación de toxinas de una alga llamada Arthrospira fusiformis y que dio como resultado la muerte masiva de peces, todo esto debido a la contaminación constante y acumulación de materia orgánica que desencadenó una reacción escalonada que provocó el incremento de algas, intoxicación de peces, contaminación por concentración de cadáveres de peces, intoxicación por ingesta de peces intoxicados por parte de aves.
Entre las especies más afectadas se identificó al platincho así como a lo pejerreyes, las crías de ambas especies fueron las primeras en perecer siendo seguidas por los adultos y peces mayores como carpas de hasta 10 kg de peso, las semanas posteriores, chok'as y otras aves también perecieron.

#### Planes de contingencia
En mayo de 2016 el Concejo aprobó una ley con nueve puntos que permitiría la inversión de recursos públicos, declarándose el área en emergencia. Pero la incompetencia y la mala gestión por parte del gobierno y de la Alcaldía de Cochabamba produjo que la laguna alalay este igual de contaminada hasta la fecha de hoy.

#### Disminución de especies migratorias
Debido a la asignación de varias áreas circundantes a actividades recreativas, algunas aves han dejado de visitar la laguna.